# Amorinópolis
Amorinópolis é um município brasileiro do estado de Goiás. Sua população estimada em 2020 foi de 3.069 habitantes. Criado em 14 de novembro de 1958, o município de Amorinópolis teve seu nome mudado de Campo Limpo para Amorinópolis, em homenagem ao autor do projeto de lei que criava este município, o deputado Israel de Amorim.
A principal base econômica do município se encontra na agropecuária. O município é composto pela cidade e por dois distritos, Goiaporá (mais comumente chamado de Cruzeiro) e Estrela d'Alva.

## Geografia
Amorinópolis possui um vulcão adormecido que acredita-se que já acorreram atividades vulcânicas, além disso tem a terceira maior reserva de urânio do Brasil.

## Política

### Prefeitos
- João Tavares 1958-1960
- João Maranhão 1961-1966
- Osmar Martins Barros 1966-1970
- Sebastião Teixeira Martins (Nino)1970-1973
- Antônio Martins Barros 1973-1976 e 1989-1992
- João dos Santos Teodoro 1977-1983
- Pedro José Xavier 1983-1989 e 1997-2000
- Ademir Faria de Andrade 1993-1996
- Maria Aparecida Leite de Andrade 2001-2004 e 2005-2008
- Silvio Isac de Sousa 2009-2012
- João Duvino 2012-2016
- Silvio Isac de Sousa 2017-2020
- Gustavo Silva de Oliveira 2021 - 2024

## Principais Eventos

### APROSANTA
A festa da APROSANTA é um evento do associativismo da Região Oeste do Estado de Goiás. Foi idealizada em comemoração do aniversário das 3 associações rurais de Amorinópolis, que foram todas fundadas no mês de maio de 1997. Procurou-se, então, realizar uma festividade com atrações ligadas aos produtores rurais e que, também, agradasse ao público em geral. Ao se planejar as atividades sempre se preocupou em introduzir elementos que remontasse aos costumes, à cultura, às raízes do povo da região. Pretendeu-se reproduzir alguns dos cenários comuns do período entre a colonização de nossa região e os dias atuais. A intenção foi criar uma festa de raízes.
O principal da festa é a cavalgada, desfile de carros de bois, outros animais de monta, alguns shows e atrações típicas - barracas, engenho, pau de sebo, moda de viola, etc. 
A cavalgada é estruturada pela saída de grupos de cavaleiros de diversos pontos do município, ou mesmo de outras cidades, e se encontrando para fazer um grande bloco e desfilar pelas ruas da cidade de Amorinópolis - GO.

### Festa de Julho
Festa da padroeira da cidade. Realizada no mês de Julho, é uma das atrações festivas da cidade.

### Festividades
O evento é um atrativo para o povo evangélico. Realiza-se um grande Congresso, com a presença de cantores e preletores evangélicos. Geralmente a festa é realizada no primeiro final de semana do mês de maio.
No final do ano também os evangélicos realizam uma outra festividade voltada para os jovens evangélicos, o JOBAVE - Jovens em Busca do Avivamento Espiritual.

### Outros eventos
Também existem outros eventos, que acontecem no decorrer do ano.
Um deles é o desfile de 7 de Setembro, em que há apresentações feitas pelas escolas, igrejas e prefeitura, e ainda a participação da Banda Marcial Prof. José Lázaro (Fanfarra).

## Esporte

### Futebol
Amorinópolis é representada pela Associação Atlética Amorinopolina, que disputa campeonatos amadores pela Liga Iporaense, à qual é filiada.